# Italochrysa rugosa
Italochrysa rugosa är en insektsart som beskrevs av Tsukaguchi in Tsukaguchi och Junichi Yukawa 1988. Italochrysa rugosa ingår i släktet Italochrysa och familjen guldögonsländor. Inga underarter finns listade i Catalogue of Life.